# Liao-ning
Liao-ning (tradiční znaky: 遼寧; zjednodušené znaky: 辽宁; pinyin: Liáoníng) je provincie Čínské lidové republiky, leží na severovýchodě země.  Jde o nejmenší, nejjižnější a nejlidnatější provincií tohoto regionu. S hlavním městem Šen-jang se nachází na severním pobřeží Žlutého moře a je nejsevernější pobřežní provincií Čínské lidové republiky.  

## Pojmenovaní
Liaoning dostal své jméno podle řeky Liao, která protéká touto oblastí. Slovo „Ning“ (宁), znamenající „mír“, se často objevuje v čínských názvech míst, například Ningxia, Xining a Nanning. Název „Liaoning“ byl poprvé zaveden v roce 1929 a znovu obnoven v roce 1954 při sloučení provincií Liaoxi („Západní Liao“) a Liaodong („Východní Liao“).

## Historie
Území dnešního Liaoningu obývaly před 3. stoletím př. n. l. kmeny Donghu, Gojoseon a Yemaek. Kolem roku 300 př. n. l. zde stát Jen vytvořil dvě komanderie: Liaodong a Liaoxi. Oblast zažila vládu mnoha států, od Goguryea, dynastie Tchang až po Khitanskou Liao, Jurchenskou Jin a Mongolskou říši. V 17. století Liaodong ovládli Jurchenové, kteří založili dynastii Čching, a region zůstal významným centrem i po přesunu hlavního města do Pekingu. 
Ve druhé polovině 17. století začala vláda Čching organizovat migraci Hanských Číňanů do provincie Fengtian (dnešní Liaoning), což vedlo k růstu populace. V moderní době hrál Liaoning klíčovou roli během rusko-japonské války (1904–1905) a čínské občanské války. Provincie, původně známá jako Fengtian, byla v roce 1929 přejmenována na Liaoning. Během japonské okupace byla součástí loutkového státu Mančukuo, který skončil po roce 1945.
Liaoning se stal jedním z prvních industrializovaných regionů Číny, nejdříve pod japonskou okupací a poté během 50. a 60. let díky rozsáhlým vládním investicím. Město An-šan se proměnilo v jedno z největších center výroby oceli. Dnes zůstává významnou průmyslovou oblastí a čínská vláda podporuje jeho rozvoj kampaní „Oživení severovýchodu“ zaměřenou na překonání ekonomických problémů regionu.

## Geografie
Liaoning lze rozdělit do tří přibližných geografických oblastí: vysočiny na západě, roviny ve středu a kopcovité oblasti na východě.
Vysočiny na západě jsou dominovány pohořím Nulu’erhu, které přibližně kopíruje hranici mezi provinciemi Liaoning a Vnitřním Mongolskem. Celý region je charakteristický nízkými kopci. Úzký pás pobřežních rovin, známý jako koridor Liaoxi, spojuje povodí řeky Liao s Severočínskou rovinou a končí u průsmyku Šanhaj Velké čínské zdi.
Centrální část Liaoningu tvoří pánve obklopené řekami jako Liao, Daliao a jejich přítoky. Tato oblast je většinou rovinná a nízko položená. Východní část Liaoningu dominuje pohoří Čchangbaj a pohoří Qianshan, které se táhnou až k moři a tvoří poloostrov Liaodong. Nejvyšším bodem v Liaoningu je hora Huabozi (1336 m), která se nachází právě v této oblasti.
Liaoning má kontinentální monzunové klima a srážky zde průměrně činí asi 440 až 1130 mm ročně. Léto je deštivé, zatímco ostatní roční období jsou sušší.

## Význam
Jedná se o hospodářsky poměrně zaostalou oblast, která je v poslední době významná především fascinujícími paleontologickými objevy, zejména pak fosíliemi tzv. opeřených dinosaurů. První byl objeven v roce 1996 a dostal jméno Sinosauropteryx prima. Šlo o malého, asi metr dlouhého dinosaura, kterému se podél těla táhl hřebínek pernatého integumentu. Od té doby byly v oblasti objeveny další druhy opeřených dinosaurů, které jsou dnes hlavním důkazem příbuznosti dinosaurů s jejich potomky, ptáky. Dnes tyto objevy obvykle řadíme do tzv. Jeholské bioty.

## Administrativní členění
| Mapa provincie     | #          | Název (čínsky) | Název (čínsky) | Název (čínsky)  | Sídelní městský obvod | Počet obyvatel (2010) |
| Mapa provincie     | #          | český přepis   | znaky          | pchin-jin       | Sídelní městský obvod | Počet obyvatel (2010) |
| ------------------ | ---------- | -------------- | -------------- | --------------- | --------------------- | --------------------- |
|                    |            |                |                |                 |                       |                       |
| Subprovinční město |            |                |                |                 |                       |                       |
| 1                  | Šen-jang   | 沈阳市         | Shěnyáng Shì   | Šen-che         | 8 106 171             |                       |
| 2                  | Ta-lien    | 大连市         | Dàlián Shì     | Si-kang         | 6 690 432             |                       |
| Městská prefektura |            |                |                |                 |                       |                       |
| 3                  | An-šan     | 鞍山市         | Ānshān Shì     | Tchie-tung      | 3 645 884             |                       |
| 4                  | Pen-si     | 本溪市         | Běnxī Shì      | Pching-šan      | 1 709 538             |                       |
| 5                  | Čchao-jang | 朝阳市         | Cháoyáng Shì   | Šuang-tcha      | 3 044 641             |                       |
| 6                  | Tan-tung   | 丹东市         | Dāndōng Shì    | Čen-sing        | 2 444 697             |                       |
| 7                  | Fu-šun     | 抚顺市         | Fǔshùn Shì     | Šun-čcheng      | 2 138 090             |                       |
| 8                  | Fu-sin     | 阜新市         | Fùxīn Shì      | Chaj-čout       | 1 819 339             |                       |
| 9                  | Chu-lu-tao | 葫芦岛市       | Húludǎo Shì    | Lung-kang       | 2 623 541             |                       |
| 10                 | Ťin-čou    | 锦州市         | Jǐnzhōu Shì    | Tchaj-che       | 3 126 463             |                       |
| 11                 | Liao-jang  | 辽阳市         | Liáoyáng Shì   | Paj-tcha        | 1 858 768             |                       |
| 12                 | Pchan-ťin  | 盘锦市         | Pánjǐn Shì     | Sing-lung-tchaj | 1 392 493             |                       |
| 13                 | Tchie-ling | 铁岭市         | Tiělǐng Shì    | Jin-čou         | 2 717 732             |                       |
| 14                 | Jing-kchou | 营口市         | Yíngkǒu shì    | Čan-čchien      | 2 428 534             |                       |